# 1,6 miljonerklubben
1,6 miljonerklubben och 2,6 miljonerklubben är systerorganisationer som arbetar för att det ska bedrivas mer hälsorelaterad forskning på kvinnor i Sverige.
Organisationerna anser att "mannen är norm i den medicinska forskningen" och hävdar att den mesta forskningen på kvinnorelaterade sjukdomar tills för några år sedan[sedan när?] bedrevs på män som oftast befann sig i värnpliktsålder.

## Historia
1,6 miljonerklubben grundades 1998 av Alexandra Charles. Namnet syftar på det antal kvinnor över 45 år som fanns i Sverige när föreningen startades. Systerorganisationen 2,6 miljonerklubben för kvinnor mellan 25 och 45 år bildades 2009.